# Исландское транспортное управление
Исландское транспортное управление (исл. Samgöngustofa Íslands; слушатьо файле) — исландское  государственное  учреждение, находящийся в ведении Министерства транспорта и местного самоуправления Исландии. Занимается управлением и надзором за воздушным, наземным и водным транспортом, а также отвечает за безопасность транспортной инфраструктуры и навигации в воздухе, на суше и на море.
Исландское транспортное управление контролирует, сертифицирует и лицензирует исландские компании, работающие в области наземного, воздушного и морского транспорта, а также проверяет вопросы соблюдения безопасности. Управление подготавливает и реализует законы и постановления в области транспортной безопасности, разрабатывает планы обеспечения безопасности на всех видах транспорта и проводит обучение на основе анализа транспортных происшествий и несчастных случаев.

## История
Исландское транспортное управление было создано в качестве государственного органа в соответствии с законом от 30 ноября 2012 года, путем реорганизации Управления гражданской авиации Исландии, Исландского дорожного управлению и Исландской морской администрации.
Все административные и надзорные функции, которые ранее принадлежали Управлению гражданской авиации Исландии (исл. Flugmálastjórn Íslands), Управлению дорожным движением Исландии (исл. Umferðarstofa Íslands) и Исландской морской администрации (исл. Siglingastofnun Íslands), а также лицензирование и управление движением, были переданы Исландскому транспортному управлению. В то же время строительство и эксплуатация морских портов, маяков, дорог, мостов, тоннелей и оказание услуг прибрежной навигации  было передано Исландскому дорожному управлению (исл. Vegagerðin), а строительство и эксплуатация аэропортов и посадочных площадок и оказание услуг аэронавигации стало осуществлять Isavia (оператор государственных аэропортов в Исландии и поставщик аэронавигационных услуг).
Первоначально Исландское транспортное управление должно было называться «Фарсислан» (исл. Farsýslan), но это но это название посчитали неудобным в обращении и было решено, что новое управление будет называться «Samgöngustofa». Oфициально Исландское транспортное управление начало свою работу 1 июля 2013 года.

## Структура
Министерство транспорта и местного самоуправления назначает директора Исландского транспортного управления, который отвечает за деятельность управления, формулирует основные цели, задачи и методы работы, а также осуществляет его повседневное управление.
Исландское транспортное управление состоит из пяти отделов:
- Регистрационный отдел занимается лицензированием и сертификацией физических лиц, уроками вождения, техническими вопросами, регистрацией транспортных средств и надзором за их безопасностью.
- Отдел инфраструктуры и навигации отвечает за вопросы безопасности морской и воздушной навигации, организацию воздушного пространства, вопросы транспортной инфраструктуры и надзор за морскими и воздушными портами.
- Операционный отдел занимается финансовым менеджментом и бухгалтерским учетом, делопроизводством, управлением информационными технологиями и файлами, а также работой NorType (скандинавской информационной базы данных по транспортным средствам).
- Отдел координации отвечает за управление транспортом, международную координацию, транспортное планирование, вопросы транспорта и потребителей, а также за безопасность и образование.
- Сервисный отдел занимается обслуживанием  физических и юридических лиц по всем вопросам относящимся к ведению Исландского транспортного управления.